# Nambino (jezioro)
Nambino (wł. Lago Nambino) – małe jezioro górskie w Dolomitach Brentach, w północnych Włoszech, w prowincji Trydent. Jest położone w dolinie o tej samej nazwie w pobliżu miejscowości Madonna di Campiglio na wysokości 1768 m. Nad jeziorem przebiegają ścieżki górskie, a dla alpinistów zbudowano schronisko Nambino. 
Z jeziorem związana jest opowieść o dziwnym stworzeniu, które miało żyć w jego pobliżu i być zabite przez jednego z pasterzy w 1673. Miało przypominać wyglądem smoka albo tatzelwurma, a jego szczątki miały być przechowywane jeszcze w XIX w. w kościele w Madonna di Campiglio, w szklanej kuli zwisającej ze sklepienia.